# 伊斯馬埃爾·科內
伊斯馬埃爾·肯內特·若爾當·科內（法語：Ismaël Kenneth Jordan Koné，發音：[ismaɛl kɛnɛt ʒoʀdɑ̃ kone]；2002年6月16日—）是一名出生於科特迪瓦的加拿大足球員，在場上司職中場。現効力於意甲球隊薩斯索羅（马赛外借）。加拿大国家男子足球队成員。

## 生平

### 俱樂部生涯
2022年12月，英冠球隊沃特福德從CF蒙特利爾購入科內，並與其簽下四年半長約。次年1月7日，科內在對陣雷丁的英格蘭足總盃比賽上首次亮相。

### 國家隊生涯
科內在2022年3月第一次獲得加拿大男足徵召，入選三場世界盃資格賽的大名單。3月24日，科內在客場挑戰哥斯達黎加的比賽上替補奧索里奧上場，完成大國家隊首秀。11月11日，科內在對陣巴林的友誼賽上攻入個人的國家隊首球。兩天後，科內入選了加拿大男足出戰2022年世界盃的26人大名單。科內在加拿大的三場小組賽中都有上陣。